# Риф Поклінгтон
Риф Поклінгтон — кораловий риф і переважно затоплений атол на крайньому південному сході Папуа Нової Гвінеї.
Риф розташований у 162,4 км від найближчого острова, Лоа-Болоба, який є крихітним кораловим острівцем в околицях рифу поблизу мису Деліверанс, південно-східної точки острова Россел (Єла) в Архіпелазі Луїзіада, і належить до провінції затоки Мілн округу Самарай-Муруа, район місцевого самоврядування в сільській місцевості Ялеямба.
Риф Поклінгтон розташований на вершині хребта Поклінгтон, який простягається на північний схід від острова Россел. Довжина рифу становться 32 км, ширина — 4 км. Край рифу охоплює глибоку лагуну. Північний край сягає ближче до поверхні, і вздовж нього розташовані декілька надводних скель висотою від 0,9 до 3 метрів. На північно-східному кінці знаходиться невелика піщана коса розміром із футбольне поле (менше одного гектара).
Риф ізольований від інших рифових систем глибокою водою і відносно незайманий.
До того, як Папуа Нова Гвінея отримала суверенітет у 1975 році, було вирішено, що риф Поклінгтон має бути частиною нової держави.

## Історія
Риф був відкритий і названий капітаном сіднейського китобійного судна «Поклінгтон» у 1825 році.
На атолі зазнало трощі кілька суден. Бриг Reindeer (324 т) прямував з Мельбурна до Китаю за вантажем чаю, коли зазнав аварії тут у вересні 1855 року. Серед членів екіпажу на борту був Волтер Пауелл .
У 1862 році Earl of Hardwick (280 т) прямував з Ньюкасла, Новий Південний Уельс, з вантажем вугілля до Гонконгу, коли зазнав аварії 10 червня.
Genevieve (1000 т) було відносно новим судном, побудованим у Квебеку в 1870 р. і прямував з Мельбурна до Манілли, коли воно відбулася корабельна троща у вересні 1874 року. Капітан Ларгі з корабля Woodlark, що прямував з Брісбена до Гонконгу, повідомляв, що він помітив судно на березі на південно-західному кінці рифу Поклінгтон. На ньому не було нічого, крім бізан-щогли та бушприта, і вона, очевидно, деякий час була на рифі.
HMS <i id="mwOg">Renard</i> під командуванням лейтенанта Г. Е. Річардса обстежив риф у 1880 р. та відзначив відсутність якірної стоянки навколо його периметра.
28 квітня 1962 року панамське судно SS Dona Ourania (8716 т) сіло на мілину біля рифу Поклінгтон.
Японське судно Amigi Maru (280 футів, 2249 т) сіло на мілину під час циклону в травні 1972 року. Його не вдалося врятувати, і його довелося покинути.
У квітні 1974 року радянське судно «Федір Літке» пробуло тиждень на піщаній мілині рифу. Австралійський військово-морський корабель відвідав місце незабаром після цього, і було повідомлено, що там було знайдено прихований електронний пристрій моніторингу.
Незаконні наркотики на 30 млн доларів були заховані в затонулому кораблі на рифі в 1978 році. Коноплі, які зберігалися у водонепроникних мішках, були залишені траулером з Таїланду. 

## Риболовля
У жовтні 1979 року тайванське рибальське судно було виявлено під час незаконного вилову риби біля рифу в межах 200-мильної риболовної зони. Капітана оштрафували на 1000 кін, а знаряддя лову судна вилучили.
Спортивна риболовля проводиться біля рифу Поклінгтон.

## Морська заповідна зона
На території рифу пропонується створення природоохоронної території: Морського парку рифу Поклінгтон.